# Grete Tartler

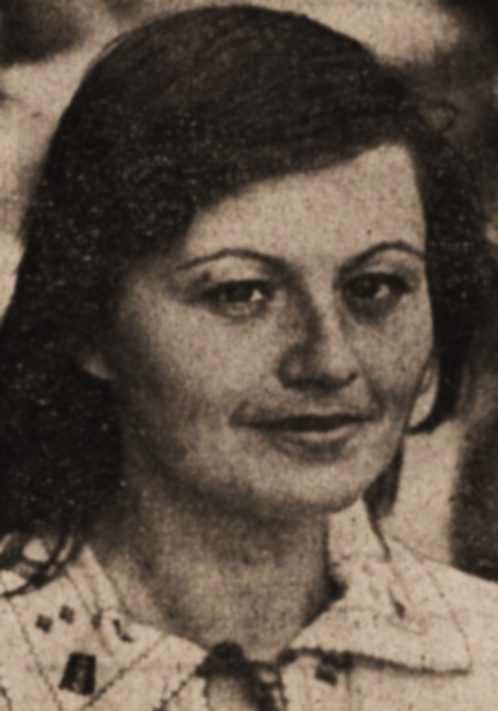
Grete Tartler (1982)

Grete Tartler (* 23. November 1948 in Bukarest) ist eine rumänische Lyrikerin und Übersetzerin.

## Leben
Tartler besuchte bis 1967 das Musikgymnasium und darauf bis 1972 das Konservatorium Ciprian Porumbescu. Bis 1976 studierte sie englische und arabische Literatur an der Universität Bukarest. Sie debütierte 1968 als Lyrikerin mit Gedichten in der Zeitschrift Amfiteatru. Beiträge von ihr erschienen auch u. a. in den Zeitschriften Luceafărul, Romania literara und Steaua. Ihren ersten Gedichtband Apa vie veröffentlichte sie 1970. Neben Gedichten verfasste sie auch Kinderliteratur und wurde als Essayistin (vor allem mit Arbeiten zur Orientalistik) bekannt. Für ihre Übersetzungen arabischer Lyrik aus vorislamischer Zeit und klassischer arabischer Prosa und Lyrik erhielt sie 1978 und 1985 Preise des rumänischen Schriftstellerverbandes, der sie 1982 auch mit dem Lyrikpreis auszeichnete. 1992 erhielt sie den Eminescu-Preis der Rumänischen Akademie.

## Werke
- Apa vie, 1970
- Chorale, 1974
- Hore, 1977
- Astronomia ierbii, 1981
- Scrisori de acreditare, 1982
- Antologie de poezie araba. Perioada clasica, 2 Bände, 1982
- Substituiri, 1983
- Primii poeti persani (sec. IX–X), 1983
- Melopoetica, Essays, 1984
- Tirgul de animale mici, 1985
- Al-Gahiz, Tratat despre zgtrciti, 1985
- Scoala de muzica, Roman, 1986
- Achene zburatoare, 1986